# 加州大学戴维斯分校法学院
加州大学戴维斯分校法学院（University of California Davis School of Law），别名 King Hall（Martin Luther King, Jr. Hall），是一所自1965年起在美国加州创设的法学院，附属于加州大学戴维斯分校。在《美国新闻与世界报道》的法学院排名里排第30名。该学院是加州大学系统中五所法学院之一。
该学院是加州大学系统里最贵的法学院，也是美国最贵的公立法学院。